# Współczynnik stechiometryczny
Współczynnik stechiometryczny – stały współczynnik w równaniu stechiometrycznym danej reakcji chemicznej. Wartość współczynnika stechiometrycznego wynika bezpośrednio z bilansu atomów.
Nie każde równanie reakcji chemicznej jest równaniem stechiometrycznym. Np. podczas częściowego utlenienia węgla do tlenku węgla i dwutlenku węgla, określenie w jakiej części węgiel wbuduje się w cząsteczkę tlenku węgla, a w jakiej w cząsteczkę dwutlenku węgla (jaki jest stosunek molowy produktów CO/CO2), zależy wyłącznie od warunków przeprowadzenia doświadczenia.

## Praktyczny sens współczynników
W równaniach reakcji chemicznych współczynniki stechiometryczne pisze się tradycyjnie przed wzorem reagenta. Np. zapis:
1 CH4 + 2 O2 → 1 CO2 + 2 H2O.
oznacza, że gdy w układzie reakcji było początkowo 1 mol metanu i dwa mole tlenu to po pełnym ich przereagowaniu powstanie jeden mol dwutlenku węgla i dwa mole wody. Zaznaczone pogrubionym pismem liczby „2” i „1” przed wzorem tlenu i wody są właśnie współczynnikami stechiometrycznymi. W praktyce we wzorach chemicznych współczynnik stechiometryczny „1” zwykle się dla uproszczenia pomija.
Znając współczynniki stechiometryczne i masy cząsteczkowe reagentów można w prosty sposób obliczać np. ile produktu otrzyma się z określonej ilości substratów. W przypadku omawianej wyżej reakcji spalania metanu, z jej równania reakcji wynika, że:
- z jednego mola metanu otrzymać można maksymalnie 1 mol dwutlenku węgla i dwa mole wody
- do pełnego spalenia 1 mola metanu konieczne są dwa mole tlenu.
- wiedząc, że metan ma masę cząsteczkową równą 16,0425 g/mol, dwutlenek węgla 44,0095 g/mol i woda 18,01524, można łatwo obliczyć, że całkowite spalenie 16,0425 g metanu spowoduje powstanie 44,0095 · 1 = 44,0095 g dwutlenku węgla i 18,01524 · 2 = 36,03048 g wody.

## Dokładna definicja
Jakkolwiek współczynniki stechiometryczne były intuicyjnie stosowane od co najmniej połowy XIX wieku, dopiero w latach 50. XX wieku belgijski chemik Ilya Prigogine podał dokładną i niesprzeczną definicję tego pojęcia:
W układzie, w którym zachodzi jedna reakcja chemiczna, w której uczestniczy i reagentów, współczynnik stechiometryczny i-tego reagenta jest dany wzorem:
{\displaystyle \nu _{i}={\frac {dN_{i}}{d\xi }},}
a zatem
{\displaystyle dN_{i}=\nu _{i}d\xi ,}
gdzie {\displaystyle N_{i}} to liczba cząsteczek {\displaystyle i}-tego reagenta w układzie reakcji, a {\displaystyle \xi } to współczynnik postępu reakcji równy stosunkowi rzeczywiście otrzymanych produktów do teoretycznej, maksymalnej ich ilości możliwej do uzyskania w danej reakcji.
W tym ujęciu współczynnik stechiometryczny {\displaystyle \nu _{i}} można interpretować jako maksymalny możliwy stopień przereagowania {\displaystyle i}-tego reagenta w danym układzie reakcji. Jeśli reakcja jest w trakcie, lub nie zaszła do końca, lub wyjściowe proporcje substratów były inne niż optymalne, to jej współczynniki stechiometryczne się nie zmieniają – jednak nie oznaczają one wówczas rzeczywistych proporcji w jakich reagenty uczestniczyły w reakcji. W rzeczywistych układach – reakcje bardzo rzadko zachodzą w 100%. W optymalnych warunkach dochodzą one do stanu równowagi chemicznej, w której szybkość analizowanej reakcji i reakcji odwrotnej się wyrównują. Proporcje reagentów w trakcie reakcji, a także w stanie równowagi odbiegają od ich współczynników stechiometrycznych o stopień ich przereagowania.
Sprawy komplikują się jeszcze bardziej dla układów, w których zachodzi jednocześnie kilka konkurencyjnych reakcji chemicznych. Tego rodzaju układy stanowią np. podstawę funkcjonowania organizmów żywych. Definicja współczynników stechiometrycznych dla takich układów wygląda następująco:
W układzie, w którym zachodzi k reakcji, w których uczestniczy i reagentów ich współczynniki stechiometryczne dane są wzorem:
{\displaystyle \nu _{ik}={\frac {\partial N_{i}}{\partial \xi _{k}}}}
a zatem zmiana liczby cząsteczek {\displaystyle (N_{i})} {\displaystyle i}-tego reagenta dana jest wzorem:
{\displaystyle dN_{i}=\sum _{k}\nu _{ik}d\xi _{k}.}
W układach, w których zachodzi wiele reakcji jednocześnie, ustala się w końcu stan równowagi, który jest jednak zwykle trudny do przewidzenia, a rzeczywiste proporcje reagentów mogą znacząco odbiegać od ich współczynników stechiometrycznych. Istnieją również oscylacyjne układy reakcji, które dochodzą do równowagi przez serię cyklicznych, powtarzających się przemian, w których cyklicznie zmieniają się proporcje reagentów.